# Обыкновенный рогатый кузовок
Обыкновенный рогатый кузовок (лат. Lactoria cornuta) — тропическая лучепёрая рыба семейства кузовковых, распространённая в Индийском, Тихом и Атлантическом океанах в районе коралловых рифов, а также в лагунах и заливах со спокойной водой.

## Общее описание
Обыкновенно достигает длины 40 сантиметров, максимальная зафиксированная длина 46 сантиметров. Тело обычно конической формы, расширяющееся к голове, на голове два рогоподобных выроста, ещё одна пара «рогов» расположена под хвостом. Предполагается, что рога являются продуктом эволюции, так как из-за них рыбу трудней проглотить. Рога часто ломаются, но отрастают заново за несколько месяцев. Чешуя шестиугольная, черепицеподобная, спаянная в цельный коробкоподобный каркас. В маленьком округлом спинном плавнике 8—9 мягких лучей, столько же в анальном плавнике, в хвостовом плавнике 9—10 лучей. Окраска маскирующая (в условиях кораллового рифа и водорослей), варьируется от зелёного и оливкового до оранжевого с голубыми пятнами; иногда проявляющаяся форма чешуй придаёт окраске сходство с пчелиными сотами. Полового диморфизма не наблюдается.
Молодь часто собирается небольшими стайками, взрослые особи держатся поодиночке и очень пугливы. Своеобразная «парящая» манера плавания связана с одновременной работой спинного и грудных плавников. Двигается достаточно медленно, человек может легко поймать его рукой.
Питается водорослями и донными беспозвоночными, которых находит, сдувая струёй воды изо рта донный песок; реже в рацион входят моллюски, ракообразные и мелкие рыбы. Сами рогатые кузовки становятся добычей длиннопёрых и большеглазых тунцов.

## Ареал
Обыкновенный рогатый кузовок распространён в тропических водах Индийского и Тихого океана от Красного моря и Восточной Африки до Маркизских островов и Туамоту. Северная граница ареала — острова Рюкю и юг Японии, южная — остров Лорд-Хау. Наблюдался также в водах Атлантики — у южной оконечности Африки и у северо-восточного побережья Южной Америки.
Распространён в районах рифов, в их защищённой части, а также в лагунах, заливах со спокойной водой и песчаным или илистым дном, эстуариях, в зарослях водорослей. Молодь предпочитает укрытые, заиленные участки дна на мелководье. Взрослые особи в основном держатся, по одним данным, на глубинах до 45 метров, по другим — от 18 до 100 метров.

## Использование человеком

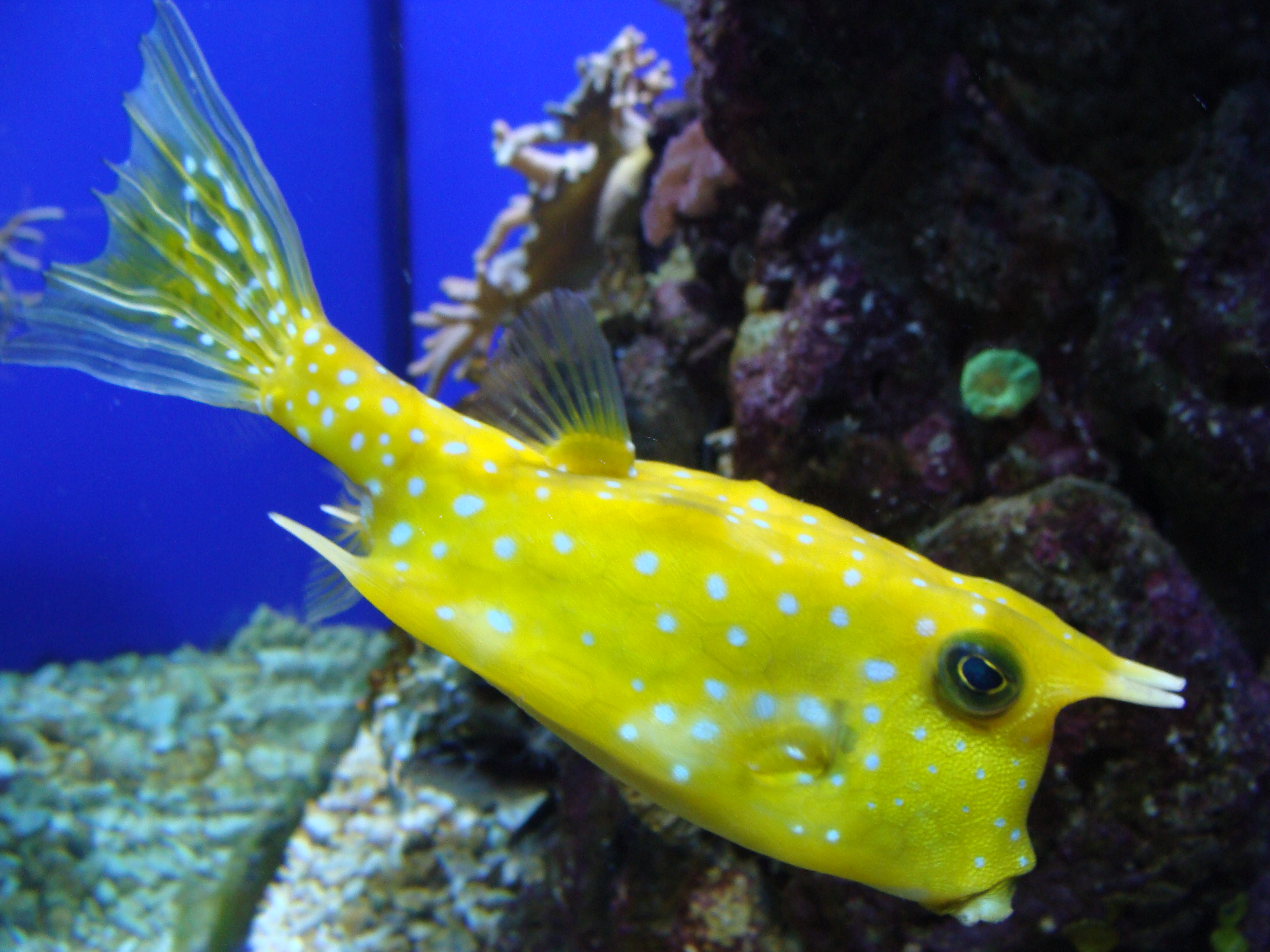
В испанском Aquarium Finisterrae

Пищевой ценности не представляет, поскольку мясо рогатого кузовка ядовито. Может представлять определённую опасность для человека — были сообщения об отравлении людей токсинами, выделяемыми данным видом рыб. Разводится для аквариумов, при этом рекомендуется не помещать его в один аквариум с агрессивными рыбами, так как в этом случае рогатый кузовок, обычно кормящийся в более пассивной манере, будет недоедать.
В высушенном виде рогатые кузовки используются для украшений.